# Onze-Lieve-Vrouw-van-Zeven-Weeënkapel (Brecht)

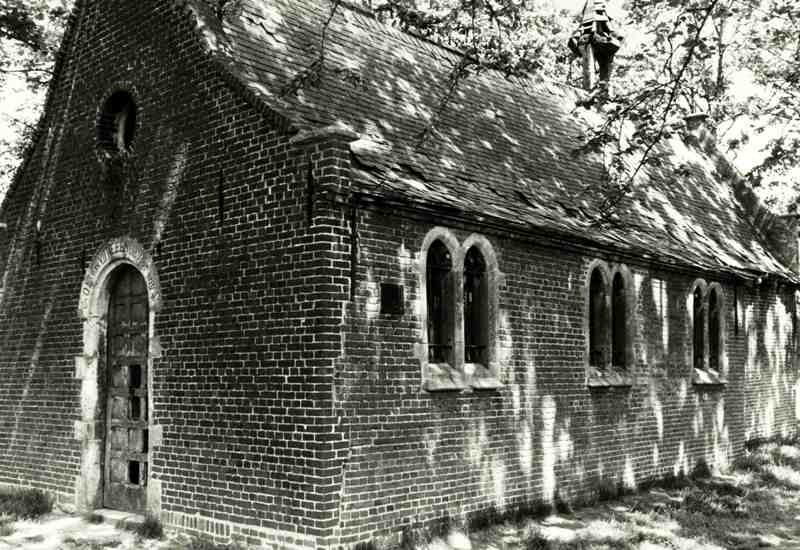
Onze-Lieve-Vrouw-van-Zeven-Weeënkapel (1977)

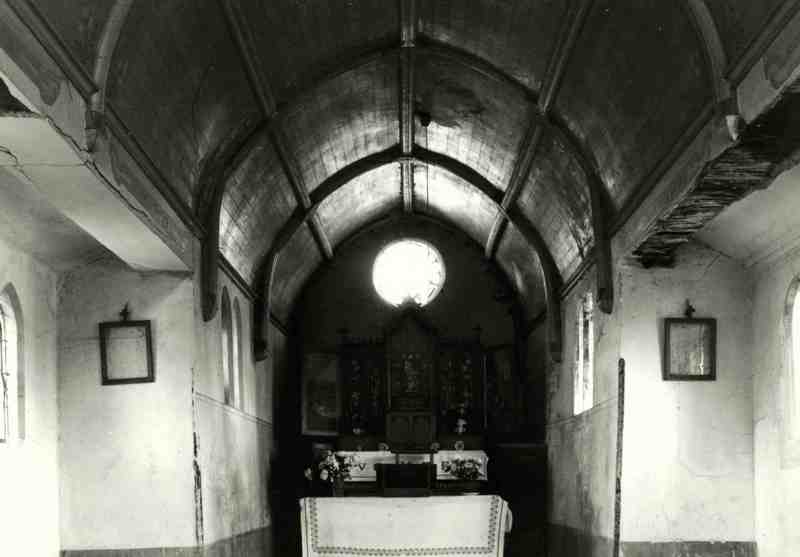
Interieur van de kapel (1977)

De Onze-Lieve-Vrouw-van-Zeven-Weeënkapel is een kapel in de Antwerpse plaats Brecht, gelegen aan de Broeckhovenstraat 5.

## Geschiedenis
Een kapel van 1459 werd verwoest tijdens de godsdiensttwisten, in 1584. Een nieuwe kapel werd gebouwd in 1642. Tijdens de 19e en 20e eeuw werd de kapel hersteld en verbreed. De deuromlijsting draagt het jaartal 1942. In 1979 werd de kapel nog gerestaureerd.
Het betreft een bakstenen zaalkerkje onder zadeldak met een smaller koor. Het interieur wordt overkluisd door een spitstongewelf.
De kapel en haar omgeving werd geklasseerd als beschermd monument respectievelijk beschermd dorpsgezicht.